# 蔡江乡
蔡江乡，是中华人民共和国江西省赣州市宁都县下辖的一个乡镇级行政单位。

## 行政区划
蔡江乡下辖以下地区：
蔡江村、白门前村、上湖坊村、罗坑村、双溪村、大坑村和源头村。